# Családi bunyó
A Családi bunyó (eredeti cím: Fighting with My Family) 2019-ben bemutatott amerikai-brit életrajzi-vígjáték, melyet a The Wrestlers: Fighting with My Family című 2012-es dokumentumfilm alapján Stephen Merchant írt és rendezett.
A film a profi WWE-pankrátor, Paige karrierjét mutatja be. Főszereplője Florence Pugh, Jack Lowden, Nick Frost, Lena Headey és Vince Vaughn. Dwayne Johnson vezető producerként vett részt a film elkészítésében, de színészként is megjelenik.
A premier a Sundance Filmfesztiválon volt 2019. január 28-án. Az Amerikai Egyesült Államokban február 22-én, az Egyesült Királyságban február 27-én került mozikba a film. Magyarországon március 14-én debütált szinkronizálva, a Fórum Hungary forgalmazásában.
A Családi bunyó pozitív kritikákat kapott és 25 millió dollár feletti bevételt termelt.
A szinkronban segített a HCW Hungarian Championship Wrestling azaz a magyar pankráció csapata.

## Cselekmény
Paige Knight (Florence Pugh) és öccse, Zak (Jack Lowden) profi pankrátorok szeretnének lenni, akiket apjuk, a megváltozott gengszter Ricky (Nick Frost) és anyjuk, Julia (Lena Headey) bátorít. Bár Paige-et a családja miatt a többi lány terrorizálja és "furcsának" nevezik, amikor őt és Zak-et felhívja Hutch Morgan (Vince Vaughn), és felajánlja nekik, hogy kipróbálhatják magukat a WWE-ben, amire az egész család felhördül.
A brit testvérek az Államokba utaznak, hogy kipróbálják ezt az egyszer adódó lehetőséget az életben. Ott találkoznak az egykori pankrátorral, Dwayne "The Rock" Johnsonnal, aki tanácsokat ad nekik. A szigorított kiképzőtáborban való felkészülés után azonban csak Paige-t választja ki Hutch, hogy folytassa profi birkózó karrierjét.

## Szereplők
| Szerep                             | Színész          | Magyar hang          |
| ---------------------------------- | ---------------- | -------------------- |
| Saraya "Paige" Bevis               | Florence Pugh    | Szilágyi Csenge      |
| Paige fiatalon                     | Tori Ellen Ross  | Stern Hanna          |
| Zak "Zodiac" Bevis                 | Jack Lowden      | Orosz Ákos           |
| Patrick "Rowdy Ricky Knight" Bevis | Nick Frost       | Kerekes József       |
| Julia "Sweet Saraya" Bevis         | Lena Headey      | Bertalan Ágnes       |
| Hutch Morgan                       | Vince Vaughn     | Szabó Sipos Barnabás |
| Önmaga                             | Dwayne Johnson   | Galambos Péter       |
| Roy Knight                         | James Burrows    | Bercsényi Péter      |
| AJ Lee                             | Thea Trinidad    | Peller Mariann       |
| Maddison                           | Ellie Gonsalve   | Eke Angéla           |
| Hugh                               | Stephen Merchant | Rába Roland          |

Néhány WWE pankrátor, például Big Show (Zsozéatya), John Cena (Pataki Ferenc) és Sheamus is megjelenik a filmben, önmagát alakítva.